# 17186 Sergivanov
17186 Sergivanov è un asteroide della fascia principale. Scoperto nel 1999, presenta un'orbita caratterizzata da un semiasse maggiore pari a 2,3870551 UA e da un'eccentricità di 0,1578259, inclinata di 1,58469° rispetto all'eclittica.